# Звездовиковые
Звездовиковые, или Геастровые (лат. Geastraceae) — семейство грибов монотипного порядка Звездовиковые (Geastrales).

## Описание
- Плодовые тела наземные или частично подземные.
- Экзоперидий в молодом возрасте покрывает эндоперидий, позже растрескивающийся на несколько радиальных долей, вместе образующих «звезду».
- Эндоперидий мембрановидный, с отверстием на верхушке.
- Споры шаровидной формы, с гладкой, бородавчатой или шиповатой поверхностью.

## Роды
- Geasteroides Long, 1917 — с одним видом.
- Geastrum Pers., 1801 — Звездовик — примерно с 35 видами.
- Myriostoma Desv., 1809 — Мириостома — с одним видом.
- Nidulariopsis Greis, 1935 — с двумя видами.
- Phialastrum Sunhede, 1989 — с одним видом.
- Radiigera Zeller, 1944 — с 4 видами.
- Schenella T. Macbr., 1911 — с 4 видами.
- Sclerogaster R. Hesse, 1891 — с 4 видами.
- Sphaerobolus Tode, 1790[1] — с двумя видами.